# Suman
Sumanul era o haină țărănească lungă (până la genunchi), făcută din pănură, dimie, postav gros etc.
Sumanul era un palton lung, până la genunchi, purtat odinioară de țărani.